# Estância Roque
Estância Roque es una localidad caboverdiana del municipio de Santa Catarina do Fogo.

## Geografía
La localidad está situada en la isla de Fogo.

## Organización territorial
La localidad abarca el lugar de:
- Estância Roque